# جان فرانسوا ريفيير
جان فرانسوا ريفيير (بالفرنسية: Jean-François Rivière)‏ (28 فبراير 1977 فرنسا - ) هو لاعب كرة قدم فرنسي يلعب كمهاجم.

## روابط خارجية
- جان فرانسوا ريفيير على موقع قاعدة بيانات كرة القدم.إي يو (الإنجليزية)
- جان فرانسوا ريفيير على موقع Soccerway.com (الإنجليزية)
- جان فرانسوا ريفيير على موقع عالم كرة القدم.نت (الإنجليزية)
- جان فرانسوا ريفيير على موقع GSA (الإنجليزية)